# Date personale
Datele personale reprezintă acele informații privind o persoană fizică identificată sau identificabilă. Cele mai cunoscute astfel de informații sunt reprezentate de nume, prenume, data nașterii, codul numeric personal, adresa, numărul de telefon, etc. Legislația românească, ca de altfel și legislația europeană are prevederi foarte stricte cu privire la modul de stocare și procesare a datelor personale ale cetățenilor Uniunii Europene.

Conform legii, accesul la datele personale ale unei persoane este protejat. În cazul copiilor minori, părinții și tutorii legali pot să acceseze datele personale ale minorilor 
Regulamentul UE privind protecția datelor (UE) 2016/679 ("GDPR") este un regulament al legislației UE privind protecția datelor și viața privată a tuturor persoanelor din Uniunea Europeană (UE) și Spațiul Economic European (SEE). Se referă, de asemenea, la exportul de date cu caracter personal în afara zonelor UE și SEE.

## Definiția datelor personale
Datele personale sunt definite de GDPR ca orice informații ce privesc o persoană fizică identificată sau identificabilă. GDPR nu oferă o listă a datelor cu caracter personal, doar criterii pentru a putea stabili, de la caz la caz, dacă o anumită informație este o dată cu caracter personal.